# Morti nel 1847
| Questa pagina contiene informazioni ricavate automaticamente dalle voci biografiche con l'ausilio del template Bio e di un bot. L'aggiornamento è periodico e automatico e ricostruisce completamente la pagina. Se manca una persona in questa lista, sei pregato di non aggiungerla, ma accertati piuttosto che la sua voce biografica contenga il template Bio e che i dati anagrafici siano correttamente compilati. Se il template Bio manca, inseriscilo tu stesso o, in alternativa, metti l'avviso {{tmp\|Bio}} che ne segnala la mancanza. Se i dati riportati sono sbagliati, correggi direttamente la voce biografica; le modifiche saranno visibili in questa lista entro pochi giorni. Per chiarimenti vedi il progetto biografie. La lista contiene solo le 210 persone che sono citate nell'enciclopedia e per le quali è stato implementato correttamente il template Bio. Pagina aggiornata al 18 ago 2025. |

## Gennaio(16)
- 1º gennaio - Antonio Diedo, architetto italiano (n. 1772)
- 7 gennaio - Federico Cocastelli di Montiglio, letterato italiano (n. 1783)
- 7 gennaio - Karoline von Schlotheim, nobile tedesca (n. 1766)
- 9 gennaio - Luigi Reggianini, vescovo cattolico italiano (n. 1775)
- 11 gennaio - Pierre-Marie Taillepied de Bondy, politico, magistrato e nobile francese (n. 1766)
- 11 gennaio - Caroline von Wolzogen, letterata e scrittrice tedesca (n. 1763)
- 13 gennaio - Giuseppe d'Asburgo-Lorena, nobile e politico austriaco (n. 1776)
- 14 gennaio - Cesare Ambrogio San Martino d'Agliè, diplomatico italiano (n. 1770)
- 17 gennaio - Alexandre Courson de la Villevalio, generale e nobile francese (n. 1767)
- 18 gennaio - Vincenzo Linares, giornalista e scrittore italiano (n. 1804)
- 19 gennaio - Athanasios Christopoulos, poeta greco (n. 1772)
- 19 gennaio - Maria Antonietta Murat, principessa francese (n. 1793)
- 21 gennaio - Jean-François Le Nepvou de Carfort, generale e nobile francese (n. 1774)
- 22 gennaio - Alexander Heubel, pittore lettone (n. 1813)
- 28 gennaio - Pierre Amédée Jaubert, diplomatico francese (n. 1779)
- 30 gennaio - Virginia Eliza Clemm, statunitense (n. 1822)

## Febbraio(14)
- 3 febbraio - Paolo Emilio Barberi, pittore e architetto italiano (n. 1775)
- 3 febbraio - Aspreno I Colonna, principe e politico italiano (n. 1787)
- 3 febbraio - Marie Duplessis, francese (n. 1824)
- 4 febbraio - Henri Dutrochet, medico, biologo e fisiologo francese (n. 1776)
- 4 febbraio - Virginia d'Errico, poetessa e scrittrice italiana (n. 1820)
- 5 febbraio - Luis José de Orbegoso y Moncada, politico peruviano (n. 1795)
- 5 febbraio - Stanislao Vincenzo Tomba, arcivescovo cattolico italiano (n. 1782)
- 9 febbraio - Ulrica von Düben, nobildonna svedese (n. 1769)
- 11 febbraio - Philipp Bruch, farmacista e botanico tedesco (n. 1781)
- 11 febbraio - Hugh Percy, III duca di Northumberland, politico inglese (n. 1785)
- 13 febbraio - Johann Friedrich von Mohr, generale austriaco (n. 1765)
- 15 febbraio - Germinal Pierre Dandelin, matematico belga (n. 1794)
- 15 febbraio - José Rebolledo de Palafox, generale spagnolo (n. 1775)
- 19 febbraio - José Joaquín de Olmedo, politico e poeta ecuadoriano (n. 1780)

## Marzo(15)
- 1º marzo - Benjamin Delessert, banchiere e botanico francese (n. 1773)
- 2 marzo - Jules de Polignac, nobile e politico francese (n. 1780)
- 4 marzo - Toussaint von Charpentier, geologo e entomologo tedesco (n. 1779)
- 5 marzo - Illarion Vasil'evič Vasil'čikov, politico e generale russo (n. 1776)
- 9 marzo - Mary Anning, paleontologa britannica (n. 1799)
- 9 marzo - Étienne Jourdan, drammaturgo e incisore francese (n. 1781)
- 10 marzo - Charles Hatchett, chimico e mineralogista inglese (n. 1765)
- 17 marzo - Jean-Ignace-Isidore Gérard, illustratore e designer francese (n. 1803)
- 19 marzo - Georges Alexis Mocquery, generale, politico e nobile francese (n. 1772)
- 20 marzo - Mademoiselle Mars, attrice teatrale francese (n. 1779)
- 23 marzo - Anton von Cetto, diplomatico, giurista e nobile tedesco (n. 1756)
- 24 marzo - Antoine Drouot, generale francese (n. 1774)
- 27 marzo - Francesco Zola, militare e ingegnere italiano (n. 1795)
- 29 marzo - Micurà de Rü, presbitero e linguista austriaco (n. 1789)
- 30 marzo - Louis Prosper Cantener, entomologo francese (n. 1803)

## Aprile(18)
- 2 aprile - Giulio Ferrario, presbitero, storico e scrittore italiano (n. 1767)
- 6 aprile - Hans Järta, politico svedese (n. 1774)
- 9 aprile - Johann Emanuel Joseph von Khevenhüller-Metsch, funzionario austriaco (n. 1751)
- 15 aprile - José María Aguirre, patriota argentino (n. 1783)
- 15 aprile - Achille Murat, politico e militare statunitense (n. 1801)
- 18 aprile - Alberto Nota, commediografo, bibliotecario e magistrato italiano (n. 1775)
- 18 aprile - Edward Douglass White Senior, politico statunitense (n. 1795)
- 21 aprile - Friedrich von Gärtner, architetto tedesco (n. 1791)
- 23 aprile - Nikolaj Andreevič Dolgorukov, generale russo (n. 1792)
- 23 aprile - Erik Gustaf Geijer, scrittore, storico e compositore svedese (n. 1783)
- 23 aprile - Paolo Polidori, cardinale italiano (n. 1778)
- 25 aprile - Martin Brimmer, imprenditore e politico statunitense